# Цветы Адониса
«Цветы Адониса» (англ. The Flowers of Adonis) — исторический роман английской писательницы Розмэри Сатклиф, впервые опубликованный в 1969 году. Его главный герой — древнегреческий политик Алкивиад.

## Сюжет
Действие романа происходит в Древней Греции в конце V века до н. э. Оно начинается в день ритуального траура по Адонису, когда афинский флот во главе с Алкивиадом отправлялся в Сицилию. В дальнейшем Сатклиф изображает Алкивиада таким, каким его видят разные герои книги. Заканчивается роман плачем по Адонису, с которым отождествляется центральный персонаж.
«Цветы Адониса» стали одним из проявлений интереса Сатклиф к Древней Греции. Писательница признала, что на неё заметно повлиял роман Мэри Рено «Последние капли вина», действие которого происходит в ту же эпоху.